# Storsjöcupen
Storsjöcupen, som arrangeras i Östersund med omnejd, är Sveriges äldsta och den fjärde största fotbollsturneringen för ungdomar i Sverige sett till antalet deltagande lag. Cupen startade 1972 och idag deltar cirka 500 lag från hela världen. Arrangörer är Frösö IF, IFK Östersund och Ope IF.
Cupen består av 8 klasser F12, F13, F14, F15, F16 samt P12, P13, P14, P15 och P16. Varje klass består av mellan 5 och 12 grupper med 4 lag i varje. De två bästa i varje grupp går vidare till A-slutspel.
Deltagarna bor på skolor runt om i Östersund och tar sig mellan skolorna och fotbollsplanerna med abonnerade bussar.

## Historik
Cupen startade 1972 och fick sitt nuvarande namn 1975, samma år fick också lag utanför Jämtland delta för första gången. Då hade cupen 33 deltagande lag. 1976 deltog 60 lag och Anders Limpar vann cupens skytteliga. 2007 hade deltagarantalet ökat till 267 lag varav ca 171 var norska. Antalet deltagande lag har ökat stadigt; 2013 deltog 385 lag, 2014 416 lag, 2015 447 lag och 2016 över 500 lag.
Förutom de svenska och norska lagen har lag från bland annat USA, Ryssland, Argentina, Brasilien, Peru, Indien, Spanien, Estland, England, Finland, Danmark, Mexiko, Polen, Litauen, Malta, Guatemala, Thailand och Mongoliet deltagit genom åren.

### Fotnoter
1. ↑  Billy Abraha (7 juli 2012). ”Storsjöcupens vinst stort stöd för föreningarna”. SR P4 Jämtland. http://sverigesradio.se/sida/artikel.aspx?programid=78&artikel=5183546. Läst 26 juni 2014.
2. ↑  ”Storsjöcupen: Spränger 500-gränsen: "Aldrig upplevt maken till intresse"”. op.se. Arkiverad från originalet den 16 januari 2017. https://web.archive.org/web/20170116165038/http://www.op.se/sport/fotboll/storsjocupen-spranger-500-gransen-aldrig-upplevt-maken-till-intresse. Läst 15 januari 2017.